# Edmund Garratt Gardner
Edmund Garratt Gardner (Londra, 12 maggio 1869 – Londra, 27 luglio 1935) è stato uno storico e italianista britannico, considerato uno dei maggiori studiosi britannici di Dante Alighieri e della Divina Commedia.

## Biografia
Gardner nacque nel distretto londinese di Kensington, ultimo di sei figli, da John Gardner, membro del mercato borsistico, e da Vernon Garratt. Studiò al Beaumont College di Windsor prima di intraprendere studi di scienze naturali all'University College London. Per questo, nel 1887 si trasferì al Gonville and Caius College dell'Università di Cambridge, con l'intenzione di studiarvi medicina. Dovette interrompere i suoi studi nel 1890 a causa di problemi di salute che lo avrebbero afflitto per tutto il resto della vita; trascorse un periodo di convalescenza a Firenze, dove ricevette l'unico insegnamento formale sulla lingua italiana da un libraio fiorentino. Infine, ottenne un Bachelor of Arts, essendogli stata giustificata, grazie alla certificazione medica, la protratta assenza durante la parte I del Natural Sciences Tripos.
Fu a questo punto che Gardner decise di rinunciare alla carriera medica per impegnarsi in studi letterari e umanistici. Nel 1893, quando insegnava letteratura inglese alla Cambridge Extension School, pubblicò, su Nature, il suo primo articolo su Dante (Quaestio de Aqua et Terra). Contribuì, poi, alla redazione di una popolare collana editoriale di guide turistiche su città italiane pubblicate da J. M. Dent, mentre proseguiva a prodursi in studi su Dante, Ariosto e sulle loro epoche. Trasfuse il suo interesse per il misticismo cattolico in libri su Santa Caterina da Siena, Bernardo di Chiaravalle nei suoi Dante's Ten Heavens e  Dante and the mystics, nel quale ipotizzò che Dante fosse "uno scolastico in teologia ma un mistico in religione". L'interesse per il misticismo continuò nelle sue edizioni dei trattati mistici inglesi del Cinquecento (1910), e nell'edizione dell'opera Life of Prayer di Friedrich von Hügel.
I suoi contributi scientifici ebbero un riconoscimento accademico con la nomina a Barlow lecturer su Dante all'University College London tra il 1910 e il 1926. Fu promosso docente nel 1918 e l'anno successivo divenne il primo titolare della cattedra di Serena Professors of Italian Studies all'Università di Manchester. Nel 1922 vinse la Serena Medal della British Academy, istituita nel 1920. Dal 1923 al 1925 fu professore di Early Italian Language and Literature all'Università di Londra dove divenne Professor of Italian dal 1925 fino al pensionamento nel 1934.
Nel 1925 divenne membro della British Academy. All'inizio del 1935 fu istituito un fondo destinato a finanziare l'Edmund G. Gardner Memorial Prize in Italian Studies, da assegnarsi ogni cinque anni a cura di una commissione di studiosi dell'University College London.
Gardner morì nel 1935, in seguito alle complicanze di un'operazione chirurgica alla quale si era sottoposto presso il Middlesex Hospital di Londra.

## Pubblicazioni

### Saggi monografici
- Dante's Ten Heavens. A study of the Paradiso, Westminster 1898, 1900, A. Constable, Londra, 1904
- The Story of Florence, Londra, 1900 (11ª edizione: 1928)
  - riedizione: Florence and its story, London 1953, New York 1970, Nendeln 1971, Freeport 1972
- Dante, Londra 1900, 6ª edizione 1912, 1990
- (con Philip H. Wicksteed) Dante and Giovanni del Virgilio, Westminster 1902, New York 1970, Freeport 1971
- The story of Siena and San Gimignano, Londra 1902, 1904
- Dukes & poets in Ferrara. A study in the poetry, religion and politics of the Fifteenth and early Sixteenth Centuries, Londra 1904, New York 1968, St. Clair Shores, MI 1972
- The king of court poets. A study of the work life and times of Lodovico Ariosto, Londra 1906, New York 1968, 1969
- Saint Catherine of Siena. A study in the religion, literature and history of the fourteenth century in Italy, Londra 1907
  - riedizione;  The road to Siena. The essential biography of St Catherine, a cura di Jon M. Sweeney, Brewster, Mass. 2009
- The painters of the school of Ferrara, Londra 1911
- Dante and the mystics, New York 1912, Londra 1913, New York 1968
- The national idea in Italian literature, Manchester 1921
- Tommaso Campanella and his Poetry, Oxford 1923 (Taylorian lecture)
- Italian literature, London 1927, Folcroft 1979 (portoghese: História Breve da Literatura Italiana, Lisbona 1941)
- The Arthurian Legend in Italian Literature, Londra 1930, New York 1971
- Italy. A companion to Italian studies, Londra 1934

### Curatele
- The Cell of Self-Knowledge. Seven early English mystical treatises printed by Henry Pepwell in 1521, Londra 1910, New York 1966
- The Dialogues of Saint Gregory, Londra 1911, Merchantville, N. J. 2010
- Giovanni Pico della Mirandola, A Platonic Discourse upon Love, Londra 1914
- The Book of Saint Bernard on the Love of God, Londra 1916
- The reality of God, and religion & agnosticism. Being the literary remains of Baron Friedrich von Hügel, Londra 1931
- Dante, The Divine Comedy, Londra 1961